# (17164) 1999 LP24
A (17164) 1999 LP24 a Naprendszer kisbolygóövében található aszteroida. A LINEAR projekt keretében fedezték fel 1999. június 9-én.